# Аморита (Оклахома)
Аморита (енгл. Amorita) град је у америчкој савезној држави Оклахома.

## Демографија
По попису из 2010. године број становника је 37, што је 7 (-15,9%) становника мање него 2000. године.
| Група             | 2000.      | 2010.      |
| Белци             | 36 (81,8%) | 22 (59,5%) |
| Афроамериканци    | 3 (6,8%)   | 0 (0,0%)   |
| Азијати           | 0 (0,0%)   | 0 (0,0%)   |
| Хиспаноамериканци | 1 (2,3%)   | 9 (24,3%)  |
| Укупно            | 44         | 37         |